# Doroteja Bugarska
Doroteja Bugarska, poznata i kao Doroteja Vidinska, Doroteja Šišman (Vidinski dvor, 1355. – prije 1382. ili 23. kolovoza 1390.) bila je kći bugarskog cara Ivana Aleksandra Sracimira Šišmana i njegove supruge Ane Slave od Vlaške. Bila je princeza Vidinske despotovine i Bugarskog Carstva, te brakom kraljica Bosne kao supruga Tvrtka I.

## Podrijetlo i obitelj
Doroteja je rođena 1355. godine u dvorcu Vidin, tadašnjem sjedištu Vidinske kneževine. Dorotejini roditelji su bili Ana Vlaška i Ivan Sracimir, car Bugarske. Osim Doroteje imali su još najmanje dvoje djece:
- Konstatina, posljednji bugarski car i vidinski despot
- kćer, koja je umrla na dvoru Elizabete Poljske

## Djetinstvo u Ugarskoj
Nakon što je njen otac vraćen na bugarsko carsko prijestolje, Doroteju i njenu sestru je na svom dvoru zadržao ugarski kralj Ludovik I. Anžuvinac, kojeg je Dorotejin otac bio prisiljen priznati za svog gospodara. Car Ivan Sracimir je ostavio svoje kćeri na ugarskom dvoru kao garanciju njegove vjernosti i odanosti ugarskom kralju.
Doroteja je na ugarskom dvoru živjela pod skrbništvom kraljice Elizabete Pjast, kraljeve majke, i kraljice Elizabete Kotromanić, kraljeve supruge. Dorotejina sestra je ubrzo umrla, dok je Doroteja došla u milost kralja Ludovika. Doroteja je služila kao dvorjanka Ludovikove majke Elizabete. Ludovik I. ju je zaručio za Tvrtka, prvog rođaka njegove supruge Elizabete.

## Brak
Doroteja se udala za Tvrtka 8. prosinca 1374. godine i postala banica Bosne. Prema dubrovačkim zapisima, vjenčanje je bilo veliko i svečano. Godine 1377. njen muž se okrunio za kralja Bosne, te je ona time postala prva bosanska kraljica.
Prema nekim izvorima, Doroteja je rodila budućeg kralja Tvrtka II., dok drugi navode da je Tvrtko II., baš kao i Stjepan Ostoja, vanbračni sin Dorotejinog muža. Smatra se da je kraljica Doroteja umrla 1390. godine, jer te godine Tvrtko I. ulazi u pregovore s austrijskim vojvodom Albertom III. o mogućem braku s nekom Habsburgovkom.